# العلاقات الأوكرانية السيشلية
العلاقات الأوكرانية السيشلية هي العلاقات الثنائية التي تجمع بين أوكرانيا وسيشل.

## مقارنة بين البلدين
هذه مقارنة عامة ومرجعية للدولتين:
| وجه المقارنة                                              | أوكرانيا                                   | سيشل                                                |
| --------------------------------------------------------- | ------------------------------------------ | --------------------------------------------------- |
| المساحة (كم2)                                             | 603.63 ألف                                 | 459                                                 |
| عدد السكان (نسمة)                                         | 45.55 مليون                                | 95.84 ألف                                           |
| الكثافة السكانية (ن./كم²)                                 | 75.46                                      | 20.88 ألف                                           |
| العاصمة                                                   | كييف                                       | فيكتوريا                                            |
| اللغة الرسمية                                             | اللغة الأوكرانية                           | لغة فرنسية، لغة إنجليزية، اللغة الكريولية السيشيلية |
| العملة                                                    | هريفنا أوكرانية، كاربوفانيتس، روبل سوفييتي | روبية سيشلية                                        |
| الناتج المحلي الإجمالي (بليون دولار)                      | 112.15 مليار                               | 1.49 مليار                                          |
| الناتج المحلي الإجمالي (تعادل القوة الشرائية) بليون دولار | 352.98 مليار                               | 2.54 مليار                                          |
| الناتج المحلي الإجمالي الاسمي للفرد دولار أمريكي          | 2.11 ألف                                   | 15.48 ألف                                           |
| الناتج المحلي الإجمالي للفرد دولار أمريكي                 | 8.66 ألف                                   | 26.42 ألف                                           |
| مؤشر التنمية البشرية                                      | 0.747                                      | 0.772                                               |
| رمز المكالمات الدولي                                      | +380                                       | +248                                                |
| رمز الإنترنت                                              | .ua، .укр ‏                                 | .sc                                                 |
| المنطقة الزمنية                                           | ت ع م+02:00، ت ع م+03:00، توقيت شرق أوروبا | ت ع م+04:00                                         |

## منظمات دولية مشتركة
يشترك البلدان في عضوية مجموعة من المنظمات الدولية، منها:
| علم المنظمة | اسم المنظمة                               | تاريخ انضمام أوكرانيا | تاريخ انضمام سيشل |
| ----------- | ----------------------------------------- | --------------------- | ----------------- |
|             | يونسكو                                    | 12 مايو 1954          | 18 أكتوبر 1976    |
|             | وكالة ضمان الاستثمار متعدد الأطراف        | 19 يوليو 1994         | 15 سبتمبر 1992    |
|             | الأمم المتحدة                             | 24 أكتوبر 1945        | 21 سبتمبر 1976    |
|             | الفريق المعني برصد الأرض                  | ?                     | ?                 |
|             | الاتحاد البريدي العالمي                   | ?                     | ?                 |
|             | البنك الدولي للإنشاء والتعمير             | 3 سبتمبر 1992         | 29 سبتمبر 1980    |
|             | الاتحاد الدولي للاتصالات                  | 7 مايو 1947           | 17 سبتمبر 1999    |
|             | منظمة حظر الأسلحة الكيميائية              | ?                     | 29 أبريل 1997     |
|             | مؤسسة التمويل الدولية                     | 18 أكتوبر 1993        | 11 يونيو 1981     |
|             | المركز الدولي لتسوية المنازعات الاستشارية | 7 يوليو 2000          | 19 أبريل 1978     |
|             | منظمة الشرطة الجنائية الدولية             | ?                     | 1 سبتمبر 1977     |

## وصلات خارجية
- موقع وزارة الخارجية الأوكرانية
- موقع وزارة الخارجية السيشلية